# Pántlika kastély
A Pántlika kastély Balatonakali határától kb. 400 m-re északra található a domboldalban. A kastély környezetében kisebb nyaralóházak vannak. Régebben ez az egész domboldal tele volt szőlőültetvényekkel, de ma is vannak helyek, ahol meghagyták a szőlőt. A kastély és a szőlőültetvények is régebben a bencés papoké volt. Sokáig romosan állt, egészen 2006-ig, amikor egy magánember megvette és teljesen felújíttatta az épületet valamint az azt körülvevő területet is. Az épületbe villany, víz és csatorna is be van vezetve.

## Külső hivatkozások
- Műemlékem.hu